# Lista de cidades do Missouri
Esta é uma lista de cidades do estado de Missouri, Estados Unidos.

## A
- Adrian
- Advance
- Affton
- Agency
- Airport Drive
- Alba
- Albany
- Aldrich
- Alexandria
- Allendale
- Allenville
- Alma
- Altamont
- Altenburg
- Alton
- Amazonia
- Amity
- Amoret
- Amsterdam
- Anderson
- Annada
- Annapolis
- Anniston
- Appleton City
- Arbela
- Arbyrd
- Arcadia
- Archie
- Arcola
- Argyle
- Arkoe
- Armstrong
- Arnold
- Arrow Point
- Arrow Rock
- Asbury
- Ash Grove
- Ashburn
- Ashland
- Atlanta
- Augusta
- Aullville
- Aurora
- Auxvasse
- Ava
- Avilla
- Avondale

## B
- Bagnell
- Baker
- Bakersfield
- Baldwin Park
- Ballwin
- Baring
- Barnard
- Barnett
- Barnhart
- Bates City
- Battlefield
- Bel-Nor
- Bel-Ridge
- Bella Villa
- Bell City
- Belle
- Bellefontaine Neighbors
- Bellerive
- Bellflower
- Belton
- Benton
- Benton City
- Berger
- Berkeley
- Bernie
- Bertrand
- Bethany
- Bethel
- Beverly Hills
- Bevier
- Biehle
- Big Lake
- Bigelow
- Billings
- Birch Tree
- Birmingham
- Bismarck
- Blackburn
- Black Jack
- Blackburn
- Blackwater
- Blairstown
- Bland
- Blodgett
- Bloomfield
- Bloomsdale
- Blue Eye
- Blue Springs
- Blythedale
- Bogard
- Bolckow
- Bolivar
- Bonne Terre
- Boonville
- Bosworth
- Bourbon
- Bowling Green
- Bragg City
- Brandsville
- Branson
- Branson West
- Brashear
- Braymer
- Breckenridge
- Breckenridge Hills
- Brentwood
- Bridgeton
- Brimson
- Bronaugh
- Brookfield
- Brookline
- Brooklyn Heights
- Browning
- Brownington
- Brumley
- Brunswick
- Bucklin
- Buckner
- Buffalo
- Bull Creek
- Bunceton
- Bunker
- Burgess
- Burlington Junction
- Butler
- Butterfield
- Byrnes Mill

## C
- Cabool
- Cainsville
- Cairo
- Caledonia
- Calhoun
- California
- Callao
- Calverton Park
- Camden
- Camden Point
- Camdenton
- Cameron
- Campbell
- Canalou
- Canton
- Cape Girardeau
- Cardwell
- Carl Junction
- Carrollton
- Carterville
- Carthage
- Caruthersville
- Carytown
- Cassville
- Castle Point
- Catron
- Cave
- Cedar Hill
- Cedar Hill Lakes
- Center
- Centertown
- Centerview
- Centerville
- Centralia
- Chaffee
- Chain of Rocks
- Chain-O-Lakes
- Chamois
- Champ
- Charlack
- Charleston
- Chesterfield
- Chilhowee
- Chillicothe
- Chula
- Clarence
- Clark
- Clarksburg
- Clarksdale
- Clarkson Valley
- Clarksville
- Clarkton
- Claycomo
- Clayton
- Clearmont
- Cleveland
- Clever
- Cliff Village
- Clifton Hill
- Climax Springs
- Clinton
- Clyde
- Cobalt
- Coffey
- Cole Camp
- Collins
- Columbia
- Commerce
- Conception Junction
- Concord
- Concordia
- Coney Island
- Conway
- Cool Valley
- Cooter
- Corder
- Corning
- Cosby
- Cottleville
- Country Club
- Country Club Hills
- Country Life Acres
- Cowgill
- Craig
- Crane
- Creighton
- Crestwood
- Creve Coeur
- Crocker
- Cross Timbers
- Crystal City
- Crystal Lake Park
- Crystal Lakes
- Cuba
- Curryville

## D
- Dadeville
- Dalton
- Dardenne Prairie
- Darlington
- Dearborn
- Deepwater
- De Kalb
- Dellwood
- Delta
- Dennis Acres
- Denver
- Des Arc
- Desloge
- De Soto
- Des Peres
- De Witt
- Dexter
- Diamond
- Diehlstadt
- Diggins
- Dixon
- Doniphan
- Doolittle
- Dover
- Downing
- Drexel
- Dudley
- Duenweg
- Duquesne
- Dutchtown

## E
- Eagleville
- East Lynne
- Easton
- East Prairie
- Edgar Springs
- Edgerton
- Edina
- Edmundson
- Eldon
- El Dorado Springs
- Ellington
- Ellisville
- Ellsinore
- Elmer
- Elmira
- Elmo
- Elsberry
- Emerald Beach
- Eminence
- Emma
- Eolia
- Essex
- Ethel
- Eureka
- Everton
- Ewing
- Excelsior Estates
- Excelsior Springs
- Exeter

## F
- Fairdealing
- Fairfax
- Fair Grove
- Fair Play
- Fairview
- Farber
- Farley
- Farmington
- Fayette
- Fenton
- Ferguson
- Ferrelview
- Festus
- Fidelity
- Fillmore
- Fisk
- Fleming
- Flemington
- Flint Hill
- Flordell Hills
- Florida
- Florissant
- Foley
- Fordland
- Forest City
- Foristell
- Forsyth
- Fort Leonard Wood
- Fortescue
- Foster
- Fountain N' Lakes
- Frankford
- Franklin
- Fredericktown
- Freeburg
- Freeman
- Freistatt
- Fremont Hills
- Frohna
- Frontenac
- Fulton

## G
- Gainesville
- Galena
- Gallatin
- Galt
- Garden City
- Gasconade
- Gentry
- Gerald
- Gerster
- Gibbs
- Gideon
- Gilliam
- Gilman City
- Gladstone
- Glasgow
- Glasgow Village
- Glen Allen
- Glenaire
- Glendale
- Glenwood
- Golden City
- Goodman
- Gordonville
- Gower
- Graham
- Grain Valley
- Granby
- Grand Falls Plaza
- Grand Pass
- Grandin
- Grandview
- Granger
- Grant City
- Grantwood Village
- Gravois Mills
- Gray Summit
- Greencastle
- Green City
- Greendale
- Greenfield
- Green Park
- Green Ridge
- Greentop
- Greenville
- Greenwood
- Guilford
- Gunn City

## H
- Hale
- Halfway
- Hallsville
- Halltown
- Hamilton
- Hanley Hills
- Hannibal
- Hardin
- Harris
- Hartsburg
- Harrisonville
- Hartville
- Hartwell
- Hartwood
- Hawk Point
- Hayti
- Hayti Heights
- Hayward
- Haywood City
- Hazelwood
- Henrietta
- Herculaneum
- Hermann
- Hermitage
- Higbee
- Higginsville
- High Hill
- High Ridge
- Highlandville
- Hillsboro
- Hillsdale
- Hoberg
- Holcomb
- Holden
- Holland
- Hollister
- Holt
- Holts Summit
- Homestead
- Homestown
- Hopkins
- Horine
- Hornersville
- Houston
- Houston Lake
- Houstonia
- Howardville
- Hughesville
- Humansville
- Hume
- Humphreys
- Hunnewell
- Huntleigh
- Huntsville
- Hurdland
- Hurley

## I
- Iatan
- Iberia
- Imperial
- Independence
- Indian Point
- Innsbrook
- Ionia
- Irena
- Iron Mountain Lake
- Irondale
- Ironton

## J
- Jackson
- Jacksonville
- Jameson
- Jamesport
- Jamestown
- Jasper
- Jefferson City
- Jennings
- Jerico Springs
- Jonesburg
- Joplin
- Josephville
- Junction City

## K
- Kahoka
- Kansas City
- Kearney
- Kelso
- Kennett
- Keytesville
- Kidder
- Kimberling City
- Kimmswick
- King City
- Kingdom City
- Kingston
- Kingsville
- Kinloch
- Kirbyville
- Kirksville
- Kirkwood
- Knob Noster
- Knox City
- Koshkonong

## L
- La Belle
- Laclede
- Laddonia
- La Due
- Ladue
- La Grange
- Lake Annette
- Lake Lafayette
- Lake Lotawana
- Lake Mykee Town
- Lake Ozark
- Lake St. Louis
- Lakeshire
- Lakeside
- Lake Tapawingo
- Lake Waukomis
- Lake Winnebago
- Lamar
- La Monte
- Lanagan
- Lancaster
- La Plata
- Laredo
- La Russell
- Lathrop
- La Tour
- Lawson
- Leadington
- Leadwood
- Leasburg
- Leawood
- Lebanon
- Lee's Summit
- Leeton
- Levasy
- Lewis and Clark Village
- Lexington
- Lewistown
- Liberal
- Liberty
- Licking
- Lilbourn
- Lincoln
- Linn
- Linn Creek
- Linneus
- Lock Springs
- Lockwood
- Lohman
- Lone Jack
- Louisiana
- Lowry City
- Lupus

## M
- Macks Creek
- Macon
- Madison
- Maitland
- Malden
- Malta Bend
- Manchester
- Mansfield
- Maplewood
- Marble Hill
- Marceline
- Marionville
- Marquand
- Marshall
- Marshfield
- Marston
- Marthasville
- Martinsburg
- Maryland Heights
- Maryville
- Matthews
- Maysville
- Mayview
- McFall
- McKittrick
- Meadville
- Memphis
- Mendon
- Mercer
- Meta
- Mexico
- Miami
- Middletown
- Milan
- Miller
- Mindenmines
- Miner
- Missouri City
- Moberly
- Mokane
- Moline Acres
- Monett
- Monroe City
- Montgomery City
- Montrose
- Morehouse
- Morley
- Morrison
- Morrisville
- Mosby
- Moscow Mills
- Mound City
- Mountain Grove
- Mountain View
- Mount Vernon

## N
- Napoleon
- Naylor
- Neck City
- Neelyville
- Nelson
- Neosho
- Nevada
- New Bloomfield
- Newburg
- New Cambria
- New Florence
- New Franklin
- New Hampton
- New Haven
- New London
- New Madrid
- Newtown
- Niangua
- Nixa
- Noel
- Norborne
- Normandy
- North Kansas City
- Northmoor
- Northwoods
- Norwood
- Novelty
- Novinger

## O
- Oak Grove
- Oakland
- Odessa
- O'Fallon
- Old Monroe
- Olivette
- Olympian Village
- Oran
- Oregon
- Oronogo
- Orrick
- Osage Beach
- Osborn
- Osceola
- Otterville
- Overland
- Owensville
- Ozark

## P
- Pacific
- Pagedale
- Palmyra
- Paris
- Park Hills
- Parkville
- Parma
- Parnell
- Pasadena Hills
- Pattonsburg
- Peculiar
- Perry
- Perryville
- Pevely
- Piedmont
- Pierce City
- Pilot Grove
- Pilot Knob
- Pine Lawn
- Pineville
- Platte City
- Platte Woods
- Plattsburg
- Pleasant Hill
- Pleasant Hope
- Pleasant Valley
- Polo
- Poplar Bluff
- Portage Des Sioux
- Portageville
- Potosi
- Powersville
- Prairie Home
- Princeton
- Purcell
- Purdin
- Purdy
- Puxico

## Q
- Queen City
- Quitman
- Qulin

## R
- Randolph
- Ravenwood
- Raymore
- Raytown
- Rea
- Reeds
- Reeds Spring
- Republic
- Rich Hill
- Richland
- Richmond
- Richmond Heights
- Ridgeway
- Risco
- Riverside
- Rocheport
- Rockaway Beach
- Rock Hill
- Rock Port
- Rockville
- Rogersville
- Rolla
- Rosebud
- Rosendale
- Russellville

## S
- Saint Ann
- Saint Clair
- Saint George
- Saint James
- Saint John
- Saint Joseph
- Saint Louis
- Saint Martins
- Saint Mary
- Saint Paul
- Saint Peters
- Saint Robert
- Saint Thomas
- Sainte Genevieve
- Salem
- Salisbury
- Sarcoxie
- Savannah
- Schell City
- Scott City
- Sedalia
- Seligman
- Senath
- Seneca
- Seymour
- Shelbina
- Shelbyville
- Sheldon
- Sheridan
- Shrewsbury
- Sikeston
- Skidmore
- Slater
- Smithton
- Smithville
- South Gorin
- Sparta
- Spickard
- Springfield
- Squires
- Stanberry
- Steele
- Steelville
- Stewartsville
- Stockton
- Stotts City
- Stoutland
- Stover
- Strafford
- Strasburg
- Sturgeon
- Sugar Creek
- Sumner
- Sunrise Beach
- Sullivan
- Summersville
- Sunset Hills
- Sweet Springs
- Syracuse

## T
- Tallapoosa
- Taos
- Tarkio
- Thayer
- Tipton
- Town and Country
- Tracy
- Tecumseh
- Tindall
- Trenton
- Trimble
- Triplett
- Troy
- Truesdale

## U
- Union
- Union Starr
- Unionville
- University City
- Urbana
- Urich

## V
- Valley Park
- Van Buren
- Vandalia
- Velda City
- Verona
- Versailles
- Viburnum
- Vienna
- Vinita Park

## W
- Waco
- Walker
- Walnut Grove
- Wardell
- Warrensburg
- Warrenton
- Warsaw
- Warson Woods
- Washburn
- Washington
- Wasola
- Waverly
- Wayland
- Waynesville
- Weatherby Lake
- Weaubleau
- Webb City
- Webster Groves
- Weldon Spring
- Wellington
- Wellston
- Wellsville
- Wentzville
- West Alton
- Westboro
- Weston
- Westphalia
- West Plains
- Wheatland
- Wheaton
- Wheeling
- Wildwood
- Willard
- Williamsville
- Willow Springs
- Winchester
- Windsor
- Winfield
- Winona
- Woods Heights
- Woodson Terrace
- Wright City
- Wyaconda
- Wyatt